# Skittles

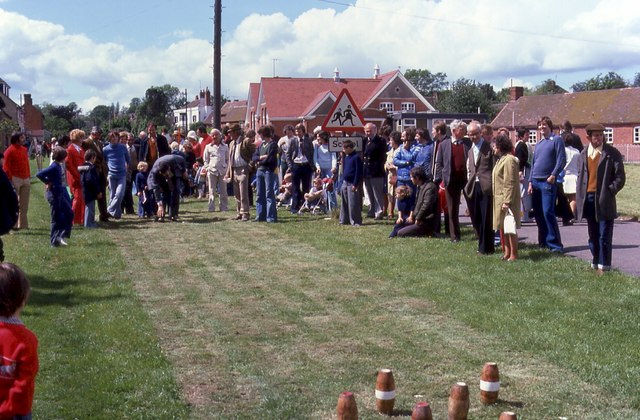
Jogo em Twyning Green, Inglaterra.

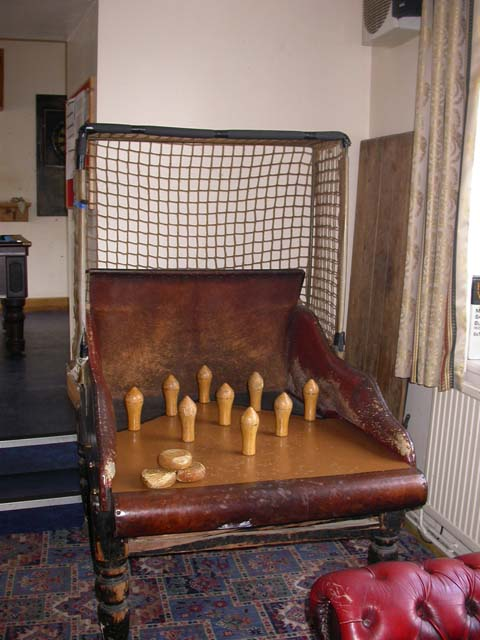
Coleção em Oundle, Inglaterra.

Skittles é um antigo jogo europeu, que consiste em uma variente do boliche para ser jogado na relva.

O jogo permanece popular como jogo de interior, também na Inglaterra e Gales.

Outros países na Europa em que este jogo é popular são a Alemanha, Áustria e Suíça.